# Johannes Krag
Johannes Krag, (også Jens eller Johan) ( – 1300) var en dansk biskop.
Krag var tidligere ærkedegn i Roskilde og afløste 1290 Ingvar Hjort på bispesædet. Han har vistnok deltaget i den provinssynode, der 1291 holdtes i Roskilde, og hvorved Odensekonciliets beslutninger af 1245 blev fornyede, men i den store strid, der lige efter begyndte mellem Erik Menved og Jens Grand, har Krag nærmest stået på kongens side.
Krag nævnes oftere som vidne under dennes breve, og kong Erik tilbagegav ham også nogle skipæn, som af tidligere konger var blevet skænket til Roskilde kirke, men som den i lang tid ikke havde haft rådighed over. Da Isarnus kom som pavelig nuntius til Danmark, støttede Krag ham i hans forsøg på at forsone de bitre modstandere.
Det opnåedes bl.a., at det i bispestaden København kom til personlige forhandlinger med ærkebispen (1299), uden
at disse alligevel førte til forlig. Af byen København gjorde Krag sig fortjent ved at give borgerne en udvidet stadsret 1294. Han havde været velgørende imod Sorø Kloster og fandt sin grav her, hvor hans ligsten endnu er bevaret.